# Субхути
Субхути е един от директните ученици на историческия Буда Шакямуни и първи в разбирането на пустотата. Между Махаяна традициите Субхути може би е най-известният ученик, с когото Буда разговаря в Диамантената Сутра (Ваджрачедика Праджняпаранита Сутра), важен текст от цикъла Праджняпарамита. Заедно със Сърдечната Сутра (Праджняпарамита Хридая Сутра) това е най-известният текст както за практикуващите будисти, така и за не практикуващите.
В Дзен Будизма Субхути се появява например в следния коан:
 Един ден потопен в най-висшата пустота Субхути почивал под едно дърво и цветовете започнали да падат върху него. „Възхваляваме те за беседата ти върху пустотата“ шепнели боговете. „Но аз не съм говорил за пустотата“ отговорил Субхути. „Ти не си говорил за пустотата, ние не сме чули за пустотата“ отговорили боговете. Това е истинската пустота.“ И цветовете се посипали върху Субхути като дъжд

## Линията на Панчен Ламите
Тази линия започва със Субхути и продължава с четирима индийски и трима тибетски учители, следвани от Кедруб Гелек Пелзанг, първия Панчен Лама. 